# Babs (film, 1920)
Pour les articles homonymes, voir Babs.
Pour plus de détails, voir Fiche technique et Distribution.
Babs (Bab's Candidate) est un film américain réalisé par Edward H. Griffith et sorti en 1920.

## Fiche technique
- Titre alternatif : Bab's Candidate
- Réalisation : Edward H. Griffith
- Scénario : Lucien Hubbard d'après l'histoire courte Gumshoes 4-B de Forrest Crissey
- Production :  Corinne Griffith
- Société de production : Vitagraph Company of America
- Lieu de tournage : Savannah, Georgie
- Durée : 5 bobines
- Date de sortie : 5 juillet 1920

## Distribution
- Corinne Griffith : Barbara Marvin
- George Fawcett : Sen. Merrill Treadwill Marvin
- Webster Campbell : David Darrow
- Charles S. Abbe : Henry Dawes
- William Holden : Ben Cogswell
- Roy Applegate : Jabez Prouty
- Blanche Davenport : Tante Celia
- Harvey A. Fisher : Shackleton Hobbs
- Walter Horton : Eben Sprague
- Wes Jenkins : Old Eph
- Frances Miller : Mamie